# Michel Crozier
Michel Crozier (* 6. November 1922 in Sainte-Menehould; † 24. Mai 2013 in Paris) war ein französischer Soziologe mit dem Schwerpunkt Bürokratische Organisation. Er absolvierte die HEC Paris.

## Werdegang
Crozier gründete 1962 das Centre de sociologie des Organisations und veröffentlichte 1963 auf Grundlage von empirischen Untersuchungen im Bereich der Organisationssoziologie sein Werk: Le phénomène bureaucratique. Zunächst 1959 bis 1960 und dann wieder von 1973 bis 1974 war er Forschungsmitarbeiter des Center for Advanced Study in the Behavioral Sciences der Stanford-Universität.
Von 1967 bis 1968 war Crozier Professor der Soziologie an der Universität Paris-Nanterre, 1970 bis 1972 war er Präsident der Société française de sociologie, 1973 Gründungsmitglied der European Group for Organizational Studies. Er gründete 1975 das DEA de sociologie des Institut d’études politiques (IEP) in Paris und stand ihm bis 1982 vor.

## Routine als Strategie zur Aufrechterhaltung eines Machtgleichgewichts
Diese Bürokratieanalyse basiert auf zwei empirischen Untersuchungen. Die erstere betrifft eine große öffentliche Verwaltung (4.500 Beschäftigte) in Paris, die einem nationalen Ministerium untersteht und zuarbeitet. Durch ihren äußerst einfachen organisatorischen Aufbau werden überschaubare Laborbedingungen annähernd erreicht. Die zweite betrifft eine staatliche Industrieorganisation in Frankreich, welche per Gesetz über das Monopol für ein einfaches Gut des alltäglichen Konsums verfügt und dieses über eine andere staatliche Einrichtung absetzt. Damit ist diese Organisation in einem hohen Maße vom Druck der Außenwelt befreit, und die internen Kräfte des sozialen Systems können sich relativ frei entfalten.
Für die Pariser Verwaltung (erster Fall) ergab die Erhebung: keine Verbindung des Personals mit dem Organisationsziel, stattdessen apathische Anpassung, Isolierung des Individuums innerhalb jeder Stufe der formalen Hierarchie, Verlagerung der Konfliktbeziehungen weg von den persönlichen „face-to-face“-Beziehungen auf die nächsthöhere hierarchische Stufe: In der Interaktion Vorgesetzter-Untergeordneter schiebt der Vorgesetzte die Verantwortung auf die ihm jeweils übergeordnete Stelle ab und ergreift seinen Untergebenen gegenüber deren Standpunkt, um ihre Loyalität zu wahren.
Das Industriemonopol (zweiter Fall) ist gekennzeichnet durch: 1. das egalitäre Prinzip, gewährleistet durch Anciennität und Austauschbarkeit des Personals in den einzelnen Funktionen; 2. das hierarchische Prinzip mit Kommunikationsschranken zwischen den einzelnen Ebenen der Hierarchie, verbunden mit Rekrutierung durch Wettbewerbe von außen; 3. die Unpersönlichkeit der Regeln und der Verfahrensweisen. Das kombinierte Auftreten des egalitären mit dem hierarchischen Prinzip führt zu Isolierung und Rigidität der einzelnen Rollen.
Quelle des Konflikts ist der Kampf der Individuen und Gruppen um die Macht, woraus sich wiederum die Notwendigkeit der Kontrolle der entsprechenden Konflikte ergibt. Das bürokratische System zeichnet sich dadurch aus, dass viele Kräfte, die sonst das permanente Schwelen von Konflikten ausschließen, in den untersuchten Organisationen nicht existieren. Es baut sich daher zwischen den gegnerischen Gruppen ein komplexes Gleichgewicht von Macht, Prestige und Engagement auf, das sie den Konflikt dem Kompromiss vorziehen lässt. Im Falle des Industriemonopols wird solches durch drei strukturelle Merkmale begünstigt: 1. die vollkommene Sicherheit der beschäftigten hinsichtlich ihres Arbeitsplatzes und ihrer Aufstiegschancen; 2. keine außerplanmäßigen Belohnungen; 3. wegen der Isoliertheit der Rollen ist keine Kooperation vonnöten. Die rigide Organisationsstruktur ermöglicht die Führung von Konflikten, während die dadurch erzeugte Frustration des Individuums für ausreichend Motivation sorgt.
Da die Ausschaltung jeglicher Abhängigkeitsbeziehung unmöglich ist, führt die Rationalisierung der Rollenbeziehungen, ihre Überschaubarkeit und Berechenbarkeit doch wieder zu informellen Machtstrukturen, da immer Unsicherheitsquellen verbleiben, worüber Machtkämpfe entstehen. So sind im Industriemonopol die Arbeiter in der Produktion abhängig von den Wartungsarbeitern, da sie bei längerem Maschinenausfall umgesetzt werden. Die dadurch erzeugte Frustration richtet sich indes nicht gegen die Reparaturarbeiter, sondern entlädt sich gegen die auferlegten Normen und gegen die Arbeitsüberlastung. Denn das gesamte betriebliche und gewerkschaftliche System basiert auf der Allianz aller Arbeiter gegen das von der Direktion auferlegte System von Arbeitsbedingungen.
Das zur Aufrechterhaltung der Kooperation erforderliche System von Routinen gewährt den Beschäftigten durch konformes Verhalten auch Schutz, sofern sie die Direktion auf die erlassenen Regeln festlegen können. Indem somit sowohl Direktion wie auch Beschäftigte aus dem Festhalten einmal eingefahrener Regeln ein je eigenes Interesse haben, wird Rigidität bzw. fehlende Anpassungsfähigkeit festgeschrieben, so dass in Notfällen wenig Raum für selbständige Initiativen verbleibt. Die Buchstabentreue des bürokratischen Ritualisten ist nicht etwa die Folge einer deformierten Persönlichkeit, sondern aus diesem Spiel gegen den Vorgesetzten heraus zu verstehen. Der Ritualist zieht nämlich den Schutz, den das buchstabengetreue Erfüllen der Regeln gegenüber dem Vorgesetzten bietet, der vielleicht sachlich richtigeren, für ihn persönlich aber riskanteren Auslegung der Regel vor. Ritualismus ist also der Ausfluss einer Organisationsstruktur, welche Konformität auf eine gewisse rationalistische Weise herzustellen bestrebt ist.
Ritualismus ist indes nicht die einzige verfügbare Strategie innerhalb einer bürokratischen Organisation. Die Werkstättenleiter üben den Rückzug; die Direktoren verlegen sich auf Innovation. Außerdem gibt es Identifikation und Unterwerfung, Rebellion und Streik. Was die Bürokratie an Verhaltenssicherheit gewinnt, verliert sie an Realismus. Dysfunktionen sind wesentliches Element seines inneren Gleichgewichts, da das System unfähig ist, aus Fehlern zu lernen. Damit die erforderlichen Anpassungen vorgenommen werden, ist eine offenkundige Krise erforderlich.

## Der Akteur und das System
Dieser Essay in Sozialtheorie verallgemeinert die Einsichten, die aus dem empirischen Zugriff auf organisiertes Handeln gewonnen wurden.
Das strukturell-funktionalistische Organisationsmodell von Talcott Parsons und Robert K. Merton mit seiner rollentheoretischen Fundierung wird abgelehnt, weil es die Handelnden zu Anhängseln der Sozialstruktur und der Normen der Gesellschaft stemple. Stattdessen ist von Machtbeziehungen auszugehen, wie sie die Individuen innerhalb Situationen, die als organisatorische und soziale Zwänge wahrgenommen werden, wechselseitig konstruieren und zu Strategien innerhalb von Handlungszusammenhängen nutzen, die als „Spiele“ zu begreifen sind. Im Gegensatz zu den formalen Modellen der Spieltheorie sind jedoch auch diese „Spiele“ intersubjektive Konstrukte, denen die Wahrnehmungen und Entscheidungen der beteiligten Akteure zugrunde liegen.

## Rezeption und Kritik
Wie Wolfgang Schluchter bemerkt hat, übertrug Crozier den von Robert K. Merton charakterisierten Typ der bürokratischen Persönlichkeit auf die bürokratische Organisationsstruktur selbst. Die Bürokratie sei entgegen dem von Max Weber aufgestellten Idealtypus nicht ein Ausbund organisatorischer Rationalität und Zweckmäßigkeit, vielmehr einer dynamischen, durchrationalisierten Umwelt am allerschlechtesten angepasst.
Andreas Anter bemängelte eine schmalspurige und verfälschte Weber-Interpretation, die Max Weber nicht direkt rezipiert habe, sondern über die US-Soziologie laufe.

## Werke
- Le Monde des employés de bureau, 1964
- Petits Fonctionnaires au travail, Paris, ED. du CNRS, 1955
- Le Phénomène bureaucratique, Paris, Le Seuil, 1963; daraus übersetzt von Hanne Herkommer: Der bürokratische Circulus vitiosus und das Problem des Wandels. In: Renate Mayntz (Hrsg.): Bürokratische Organisation. Kiepenheuer & Witsch : Köln Berlin 1968. S. 277–288
- La Société bloquée, Paris, Le Seuil, 1971
- Macht und Organisation: Die Zwänge kollektiven Handelns, mit Erhard Friedberg. Athenäum Verlag, Königstein im Taunus 1979, ISBN 3-7610-8211-8 (Neuausg.1993, ISBN 3-445-07019-9).
  - französisch: L'Acteur et le système (en collaboration avec Erhard Friedberg), Paris, Le Seuil, 1977.
- The Crisis of Democracy: Report on the Governability of Democracies to the Trilateral Commission, mit Samuel Huntington und Joji Watanuki, New York University Press, 1975.
- On ne change pas la société par décret, Paris, Fayard, 1972.
- Le Mal américain, Paris, Fayard, 1980.
- État modeste, État moderne. Stratégies pour un autre changement, Paris, Fayard, 1986
- L'Entreprise à l'écoute, Paris, Interéditions, 1989.
- La Crise de l'intelligence, Paris, Interéditions, 1995.
- A quoi sert la sociologie des organisations ?, Paris, Arslan, 2000.
- Ma belle époque : mémoires. 1, 1947–1969, Paris, Fayard, 2002.
- A contre-courant : mémoires. 2, 1969–2000, Paris, Fayard, 2004.

## Ehrungen
- Offizier der Ehrenlegion
- Kommandeur des Ordre national du Mérite (französischen Nationalverdienstordens)
- Mitglied der Académie des sciences morales et politiques
- Mitglied der American Academy of Arts and Sciences (seit 1969)[13]
- Mitglied der American Philosophical Society (seit 1975)[14]
- Mitglied der Académie des sciences morales et politiques (seit 1999)
- Mitglied der Academia Europaea (seit 1999)[15]
- Ehrendoktor an der Universität von Lausanne
- Alexis de Tocqueville Preis für politische Literatur